# テキサス (1892)
テキサス (USS Texas) は、アメリカ海軍初の戦艦。艦名はテキサス州にちなむ。

## 艦歴

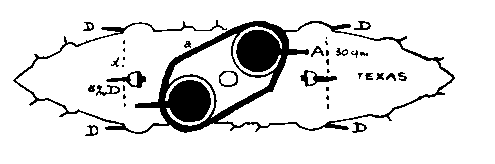
本艦の武装配置を示した図。太線で記された所はシタデルの範囲。

テキサスの建造は1886年8月3日に議会によって認可された。その設計はコンペティションにより選定されたイギリス案によるもので、設計採用の賞金は15,000ドルだった。設計はその当時の他の艦に比べて劣っており、装甲巡洋艦「メイン」と同様の特異な兵装配置で、舷側に配置された砲の射撃を著しく制限した。設計における砲塔の致命的な欠点は砲弾装填位置が固定されていた点で、後に修正された。
テキサスは1889年6月1日にバージニア州ポーツマスのノーフォーク海軍造船所で起工し、1892年6月28日にマッジ・ヒューストン・ウィリアムズ夫人によって命名、進水、1895年8月15日に初代艦長ヘンリー・グラス大佐の指揮下就役した。
テキサスは乾ドックで船体に損傷を受けるなどのいくつかの不運な出来事に遭遇した。1895年の就役から1898年の米西戦争までの期間に、テキサスはジンクスを持つ不運な船と評判になり、「古い疫病神 (Old Hoodoo)」の愛称で呼ばれるようになった。
北大西洋艦隊に配属されたテキサスはアメリカの東部海岸を巡航した。1897年2月に大西洋を離れ、テキサス州ガルベストンとルイジアナ州ニューオーリンズを訪れる。1897年3月に再び大西洋に戻り、1898年初頭まで活動を続けた。その後2月にフロリダ州キーウェスト、ドライ・トートガスを経由してガルベストンに向かう。3月にドライ・トートガスを経由して大西洋に戻り、3月24日にハンプトン・ローズに到着、北大西洋艦隊での任務を再開した。
1898年2月にキューバのハバナ湾で装甲巡洋艦メイン (USS Maine, ACR-1) が爆沈し、米西戦争が勃発する。5月18日までにテキサスは艦長J・W・フィリップ大佐の指揮下、戦闘に備えてキーウェストで待機していた。
5月21日にテキサスはキューバのシエンフエーゴス沖にキューバの海岸を封鎖する遊撃艦隊と共に到着した。燃料の石炭を補給するためキーウェストに戻り、その後は5月27日にサンティアーゴ・デ・クーバ沖に到着した。テキサスは6月11日まで同所からグアンタナモ湾の偵察を行った。6月16日に巡洋艦マーブルヘッド (USS Marblehead, C-11) と合流し、カヨ・デル・トレ要塞への砲撃を行う。両艦は14:00に砲撃を開始し、砲撃は1時間に及んだ。その16分後、要塞は沈黙した。
7月3日、パスクワル・セルベラ提督率いるスペイン艦隊がアメリカ軍の封鎖を突破しようとしたとき、テキサスはサンティアーゴ・デ・クーバを出航し、敵艦4隻への砲撃を行った。テキサスはその主砲でビスカヤ (Vizcaya) とコロン (Colon) を砲撃し、副砲はアイオワ (USS Iowa, BB-4) と砲艦グロスター (USS Gloucester) と共同して2隻の駆逐艦を砲撃した。スペイン艦隊はアメリカ艦隊の攻撃によって、駆逐艦2隻は大きく損傷を受けて海岸に座礁し、残る2隻の大型戦闘艦も砲撃でおのおの撃破されて浜に乗り上げ、壊滅した。（サンチャゴ・デ・キューバ海戦）
ケルベラ艦隊の撃破は、サンティアーゴ・デ・クーバの封鎖に貢献した。同市はアメリカ艦隊が勝利したちょうど2週間後の7月17日に陥落し、その後スペイン軍はサンティアーゴで降伏、フランス政府の仲裁により和平を求めた。平和条約は8月12日にワシントンD.C.で調印され、アメリカ艦隊は帰国を始めた。テキサスは7月31日にニューヨークに到着し、艦長のフィリップ大佐は1898年8月10日に代将に昇進した。
11月後半にテキサスはハンプトン・ローズ南方へ移動し、12月2日に到着した。その後は大西洋岸の偵察巡航という平時任務を再開した。その後も東海岸北部で集中的な作戦行動を行い、プエルトリコのサンフアンやキューバのハバナを定期的に訪れた。
テキサスはノーフォーク海軍工廠での修理の後、1901年に退役したが、1902年11月3日に再び就役した。その後は1905年まで沿岸部隊のための旗艦として活動した。
1908年までにテキサスはサウスカロライナ州チャールストンでステーション船となった。1911年2月15日にはテキサスの艦名をBB-35に命名できるように、テキサスは艦名をサンマルコス (USS San Marcos) へ変更された。サンマルコスは1911年10月10日に除籍され、チェサピーク湾のタンジール・サウンドで標的艦として海没処分された。